# George Simpson (homme politique)
George Simpson, baron Simpson de Dunkeld (né à Dundee, le 2 juillet 1942) est un homme d'affaires britannique et ancien membre travailliste - et plus tard non affilié - de la Chambre des lords. À la fin des années 1980 et au début des années 1990, Simpson acquiert la réputation de redresser les entreprises en difficulté. Cependant, en tant que PDG de Marconi plc, il préside à l'un des plus grands effondrements de l'histoire des entreprises britanniques.

## Carrière
Simpson rejoint The Rover Group depuis sa filiale Leyland-DAF en 1988 et en prend la direction en janvier 1989. Simpson réorganise l'entreprise, remplaçant les trois conseils d'Austin Rover, Land Rover et Rover Group par un seul conseil. À cette époque, Rover est privatisée et vendue à British Aerospace (BAe) et au début de 1990, Simpson est nommé au conseil d'administration de BAe. En septembre 1991, Simpson devient président de Rover lorsque le président précédent, Graham Day, est nommé président par intérim de BAe. Day nomme Simpson au poste de directeur général adjoint de British Aerospace en décembre 1991 pour « renforcer » la gestion de l'entreprise. Il reste président exécutif de Rover mais est remplacé en tant que directeur général.
En novembre 1993, il est nommé PDG de Lucas Industries, qui, sous sa direction, fusionne avec la société américaine Varity, ce qui conduit ensuite à la scission et à la vente de la société. À cette époque, Simpson est admiré pour son rôle dans le redressement de Rover, une entreprise en difficulté qu'il vend à BMW. Il participe à des négociations qui auraient vu Honda augmenter sa part de 20% dans Rover à 47,5% dans le but d'une introduction en bourse. Cependant, BMW a offert 800 millions de livres sterling au groupe Rover, ce qui libère BAe de "l'appétit assez important pour les liquidités" de Rover.
Le 18 mars 1996, Simpson est confirmé en tant que directeur général de GEC en remplacement de Lord Weinstock. En 1999, il vend l'activité de défense de GEC, Marconi Electronic Systems, à BAe pour 7,7 milliards de livres sterling et repositionne la société en tant qu'acteur majeur de l'industrie des télécommunications sous le nom de Marconi plc.
Marconi emprunte lourdement pour financer son expansion sur ce marché et est particulièrement vulnérable à l'éclatement de la bulle Internet. Après un avertissement « bâclé » sur les bénéfices en juillet 2001, le directeur général adjoint de Simpson, John Mayo, démissionne. Un deuxième avertissement sur les bénéfices en septembre 2001 entraine la démission de Simpson et de son président Roger Hurn.
L'effet de cet effondrement se fait sentir longtemps après la démission de Simpson. Malgré une restructuration majeure, l'entreprise continue à lutter jusqu'en 2005, lorsque la perte d'un important contrat BT l'oblige à rechercher un acheteur. Marconi est racheté par Ericsson en 2005, certaines filiales non rachetées forment Telent plc.
Il est créé pair à vie en tant que baron Simpson de Dunkeld, de Dunkeld à Perth et Kinross le 5 novembre 1997. En congé de la Chambre des Lords depuis 2004, il démissionne de la Chambre le 30 juillet 2015.